# 선천역
선천역(宣川驛)은 조선민주주의인민공화국 평안북도 선천군 선천읍에 위치한 평의선의 철도역이다. 선천군의 중심 역 기능을 수행하고 있다.
1910년 12월 27일과 12월 29일, 독립운동가 안명근이 본 역에서 일제의 데라우치 마사타케 조선 총독을 암살하는데 실패했다고 전해지나 이후 안명근은 고문에 못이겨 각본에 따라 자백한 것이라고 진술했다.